# Coryphella trilineata
Coryphella trilineata O'Donoghue, 1921 è una specie di mollusco nudibranco eolide della sottoclasse degli Heterobranchia e della famiglia dei Coryphellidae.

## Descrizione
Coryphella trilineata è un nudibranco flabellinide con corpo traslucido e tre linee bianche longitudinali sul dorso e sui fianchi. La linea che scende al centro della schiena passa tra i rinofori dove si divide e continua fino alle punte dei tentacoli orali. I rinofori sono perfoliati e di colore bianco alla base ma arancione nel terzo esterno. La ghiandola digestiva è di colore rosso o arancione. La lunghezza massima è di circa 35 mm.

## Biologia
Questo mollusco marino gasteropode si nutre di idroidi, in particolare di Tubularia sp. e di Eudendrium californicum.

## Distribuzione e habitat
La specie è stata individuata a Nanoose Bay, nel distretto regionale di Nanaimo dell'isola di Vancouver, nella Columbia Britannica, in Canada. È stagionalmente abbondante dal Messico all'Alaska.